# رباط جوبي
الرِّباطُ الجَوْبِيُّ (بالإنجليزية: Lacunar ligament)‏ يُسمى أيضًا رِباطُ خيمبيرنات (بالإنجليزية: Gimbernat’s ligament)‏ هو الرباط في المنطقة الأربية الذي يربط رباط أصل الفخذ بالرباط العاني بالقرب من النقطة التي ينغرز فيها كلاهما في الحدبة العانية.

## التشريح
هو جزء من الوتر العريض للعضلة المائلة الخارجية التي تنعكس إلى الوراء وأفقيا وتنغرز على طول الخط العاني للعانة.
الوتر أطول وأكبر حوالي 1.25 سم في الذكور منه في الإناث، واتجاهه شبه أفقي في وضع الانتصاب، وعلى شكل مثلث مع قاعدة موجهة أفقياً.
قاعدتها مقعرة ورقيقة وحادة وتشكل الحدود الوسطية للحلقة الفخذية. بينما تصل ذروة القاعدة عند الحدبة العانية.
ترتبط الحدود الخلفية للرباط بالخط العاني، ويستمر مع الرباط العاني. يتم بينما ترتبط الحدود الأمامية برباط أصل الفخذ.

## الأهمية السريرية
الرباط الجوبي هو الحدود الوحيدة المكونة لقناة الفخذ، والتي يمكن قطعها أثناء الجراحة لإطلاق الفتق الفخذي. يجب على الجراحين توخي الحذر عند القيام بذلك، حيث أن ما يصل إلى 25% من الناس لديهم شريان سدادي زائغ، والذي يمكن أن يسبب نزيف كبير.

## صور إضافية

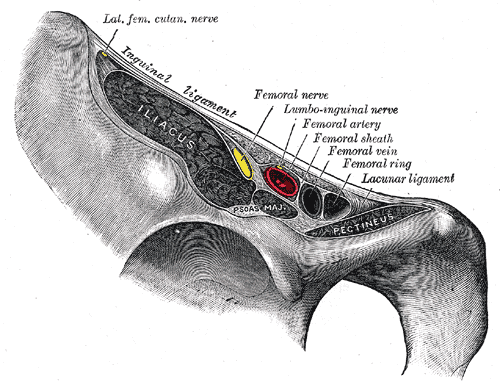
الأجزاء التي تعبر خلف الرباط الإربي.
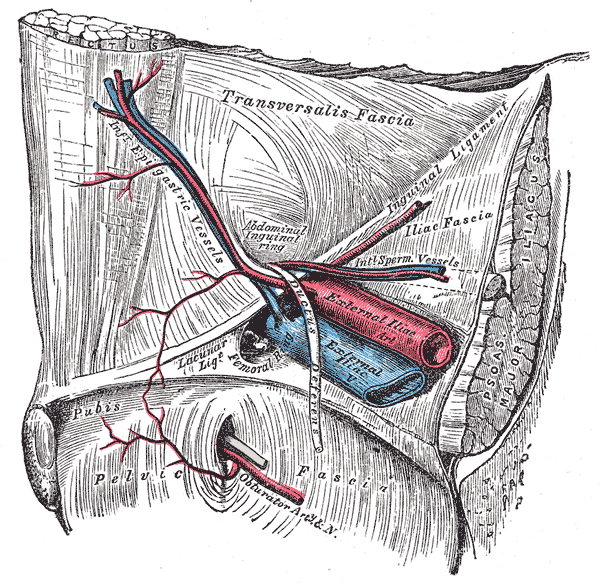
الحلقات الإربية الفخذية والبطنية وما حولها (منظر من داخل البطن على الجانب الأيمن).
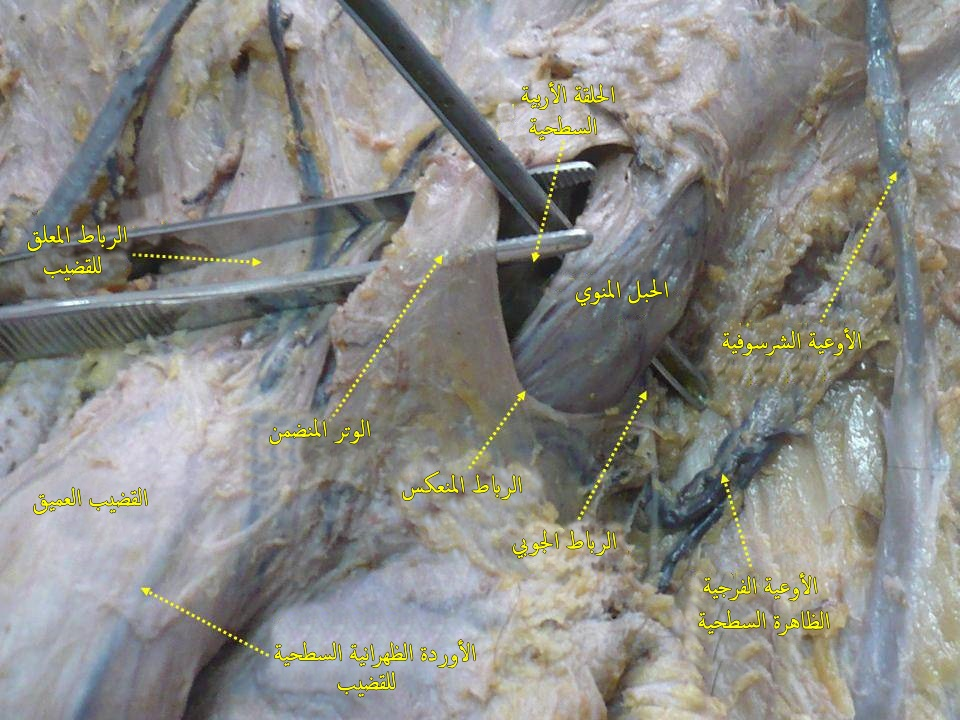
تشريح جدار البطن (منظر أمامي).